# Pelican Lake 191A
Pelican Lake 191A är ett reservat i Kanada.   Det ligger i provinsen Saskatchewan, i den centrala delen av landet, 2 500 km väster om huvudstaden Ottawa.
Omgivningarna runt Pelican Lake 191A är en mosaik av jordbruksmark och naturlig växtlighet. Trakten runt Pelican Lake 191A är nära nog obefolkad, med mindre än två invånare per kvadratkilometer.